# Römische Kultur
Die römische Kultur war die Kultur des Römischen Reichs – aufbauend auf der griechischen Kultur und zum Teil in der byzantinischen Kultur weiterlebend. Ihr Verbreitungsgebiet geht weit über das Römische Reich hinaus, insbesondere im Zusammenhang mit der lateinischen Sprache und deren Verbreitung im gesamten mittelalterlichen Europa.
Die „römische Kultur“ ist kein statisches Phänomen, sondern hat sich in der über tausendjährigen Geschichte des Römischen Reichs entwickelt. Ausgehend von der Stadt Rom bestimmte sie über Jahrhunderte ein Gebiet, das von Britannia über den gesamten Mittelmeerraum bis ins Zweistromland reichte, und unterlag Einflüssen aus diesen Gebieten und darüber hinaus.

## Rom

### Bäuerliche Anfänge
Das Zentrum der römischen Kultur ist die Stadt Rom. Die ältesten und ehrwürdigsten Traditionen wie z. B. zahlreiche Feste, die Verehrung der Laren und die römischen Tugenden wie Einfachheit, Sparsamkeit, Ehrlichkeit und Frömmigkeit orientierten sich am bäuerlichen Jahreslauf der italischen Nachbarn. Obwohl sie oft nicht mehr verstanden wurden, hielten sich solche Traditionen bis in die Kaiserzeit hinein, wie beispielsweise die Verarbeitung von Wolle (lanificium) auch durch hochgestellte Frauen, die genug Sklaven für die Hausarbeit besaßen und sich lieber in Seide kleideten.

### Einflüsse etruskischer und griechischer Kultur
Das junge Rom stand unter etruskischen Einflüssen. So gab es auch in etruskischen Städten Abwasserleitungen wie die Cloaca Maxima, die das Leben zwischen den sieben Hügeln erst ermöglichte, und auch die ältesten Priesterkollegien wie die Haruspeces und die Auguren sind etruskischer Herkunft. Diese etruskischen Wurzel wurden jedoch bald von griechischen Einflüssen überdeckt. So war die etruskische Sprache spätestens in der Kaiserzeit vergessen und Traditionen wie die Wahrsagerei wurden zwar fortgeführt, aber kaum mehr verstanden.
In der Zeit der frühen Republik beeinflusste die griechische Polis die Regierungsform. Aus Bauern wurden Bürger. Der römische Götterhimmel nahm die olympischen Götter auf. Die Römische Architektur übernahm griechische Elemente.

### „Hochkultur“
Die Zeit der späten Republik und der frühen Kaiserzeit prägen heute unser Bild der römischen Kultur. Das Rom, das uns heute vor Augen steht, entstand ab dem 3. vorchristlichen Jahrhundert. Während die Stadt selbst und ihr politisches Einflussgebiet immer größer wurde, entwickelte sie ihre eigene Kultur. Die Eroberungszüge brachten Sklaven, welche den Römern schwere Arbeit ersparten. Man besann sich auf die angenehmen Aspekte des Lebens, auch wenn das von einigen (besonders Stoikern) als „Verweichlichung“ angesehen wurde: Es wurden die ersten Thermen gebaut, Wagenrennen und Gladiatorenkämpfe dienten zur Unterhaltung, eine eigene Literatur entstand. Kunst und Musik orientierten sich nach wie vor eher am griechischen Vorbild. Bei der Rezeption der griechischen Wissenschaft versagten die alten Römer.

## Römisches Reich
An der Lebensweise der Hauptstadt orientierte sich das ganze Reich. Seit die Legionen Berufsarmeen waren, wurden die Veteranen gezielt in den Provinzen angesiedelt, um den besiegten Völkern die römische Kultur näherzubringen. Ihre Städte wurden nach dem Vorbild Roms mit Foren, Tempeln, Thermen und Unterhaltungsstätten errichtet. Vor allem in Europa gelang die Assimilation schnell, erleichtert durch die Verleihung des römischen Bürgerrechts. Selbst die römischen Götter verschmolzen mit den einheimischen.
Andererseits gewann die römische Kultur aus den Provinzen viel Neues, nicht nur, dass Hosen und Bärte, früher als „barbarisch“ abgetan, ab dem 2. Jahrhundert zur Mode wurden. Religion und Philosophie erhielten Anregungen durch orientalische Kulte wie Mithras und Isis sowie den Platonismus.

## Spätantike
Die Ernennung des Christentums zur Staatsreligion bedeutete für viele Aspekte der römischen Kultur das Aus: Die Tempel wurden abgerissen oder zu Kirchen umgebaut, Vergnügungen verboten, heidnische Bücher vernichtet oder dem Zerfall preisgegeben. Gleichzeitig zerstörte die Völkerwanderung die Kulturstätten in den Provinzen des weströmischen Reichs.
Trotzdem prägt die römische Kultur das Leben zumindest in Europa bis heute. Im Byzantinischen Reich blieb vom alten Rom hauptsächlich die Staatsform, während die westliche Kirche die lateinische Sprache erhielt. Durch Romanisierung übernahmen viele nichtrömische Völker, insbesondere germanische Völker westlich des Rheins und südlich der Donau, Elemente römischer Kultur und überlieferten sie so. In der Regel waren dies Traditionen, Dinge und Strukturen, die aus germanischer und christlicher Sicht als nützlich und unbedenklich galten. Eine Reihe von Kontinuitäten zwischen der Spätantike und dem Frühmittelalter lassen sich etwa über die Kultur der Merowinger hin zur sogenannten karolingischen Renaissance feststellen.